# Isabelle de Capoue
Isabelle de Capoue (née en 1510, morte le 17 septembre 1559 à Naples) est une riche princesse napolitaine, devenue comtesse de Guastalla en 1530. Elle organise une académie de poésie à sa cour. 

## Biographie

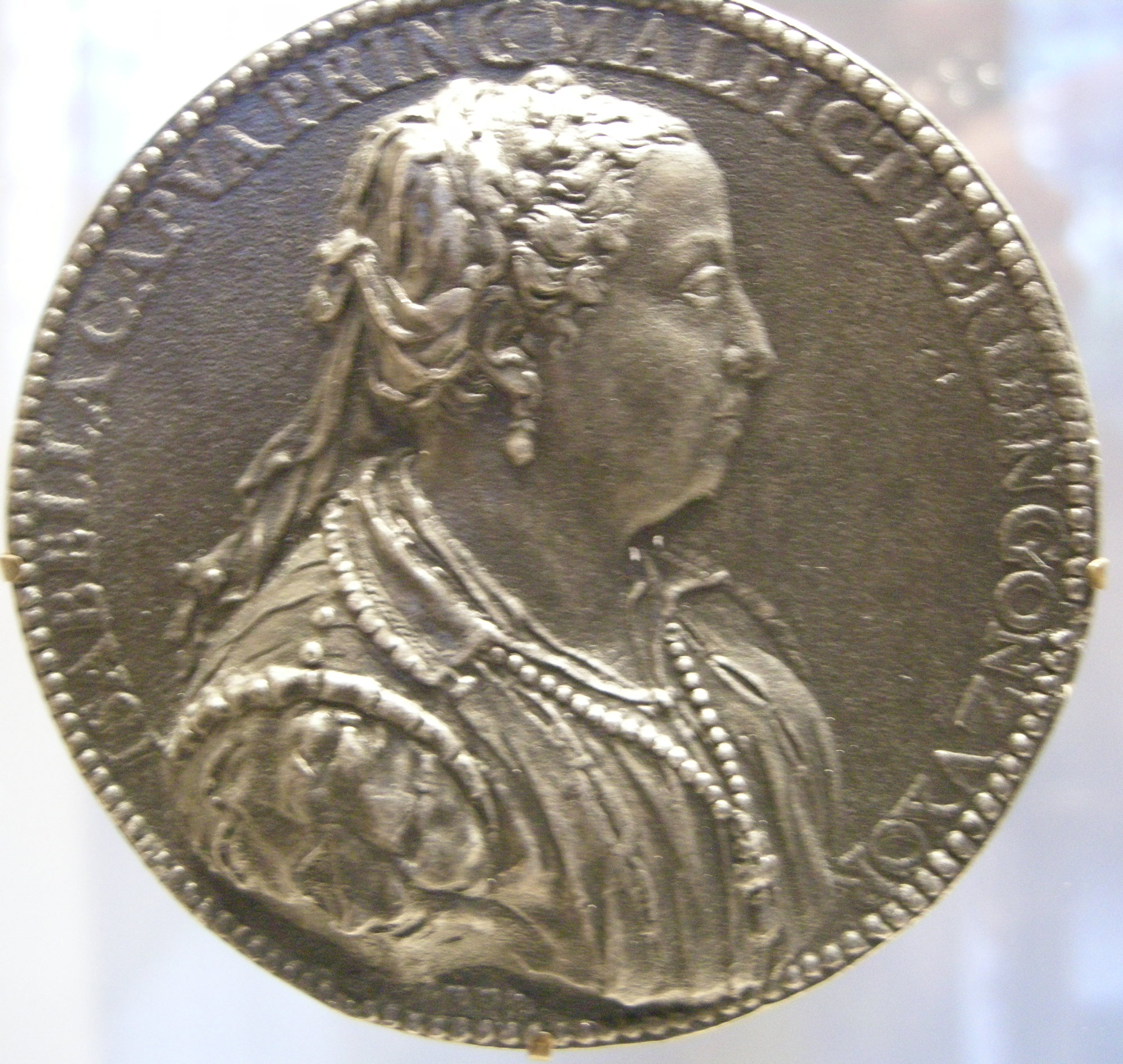
Médaillon d'Isabelle de Capoue (Jacopo Nizzola, vers 1550).

Isabelle de Capoue est la fille aînée de Ferdinand de Capoue, prince de Molfetta, second duc de Termoli, marquis de Specchia et comte d'Alessano, et d'Antoinette des Baux,.
Fiancée à Troiano Caracciolo, prince de Melfe, elle l'épouse en 1525, mais ce mariage est annulé pour des motifs politiques par le pape Clément VII en 1530 ; alors Isabelle épouse dans l'année à Naples le comte de Guastalla, capitaine et homme de confiance de l'empereur, lui apportant en dot une multitude de fiefs, dont ceux de Campobasso, de Chieuti, de Giovinazzo, de Molfetta, de San Paolo di Civitate et de Serracapriola. À la mort de sa mère , elle hérite encore d'autres terres, dont celle d'Alessano.
Isabelle est une mécène chérie des poètes et lettrés italiens, qui louent sa grandeur morale dans leurs madrigaux et poèmes.